# Карасуски район
Карасуски район (на казахски: Қарасу ауданы) е съставна част на Костанайска област, Казахстан, обща площ 12 680 км2 и население 24 669 души (по приблизителна оценка към 1 януари 2020 г.). Административен център е Карасу.